# ニシカワ食品
ニシカワ食品株式会社（にしかわしょくひん）は、日本の兵庫県加古川市野口町に本社を置く、各種パン・米飯等の製造販売をおこなう企業である。1947年創業。
グループ会社（後述）とともに、小売店向けの包装パン等の製造販売事業のほか、ベーカリーショップの運営事業、加古川市・加古郡および、神戸市の一部の公立小・中学校の学校給食用パン・米飯の製造・配給事業をおこなっている。かつて洋菓子の製造販売をおこなっていたこともあるが、のちに撤退している。
同社が製造している包装パンは、主に西日本のスーパーマーケット、コンビニエンスストアで流通している。

## 沿革
1947年、創業者の西川隆二（のち全日本パン協同組合連合会会長→相談役）が、加古川駅前にパン店を開業。翌1948年にニシカワ食品を合資会社として設立。
その後1968年に株式会社に改組。この間に加古川・明石などに15店舗超の直営店を開いたほか、加古川町粟津に直営店向けのパン製造工場を建設した。
1970年、野口町に新たな本社兼工場を移転し、小売店向けパン量販を開始。

### 年表
- 1947年（昭和22年）11月 - 西川隆二が祖業となるパン店を開業
- 1948年（昭和23年）2月 - 合資会社として設立
- 1965年（昭和40年）12月 - 粟津工場が操業を開始
- 1968年（昭和43年）2月 - 株式会社に改組
- 1970年（昭和45年）6月 - 本社・工場を野口町に移転

## 関連会社
- 株式会社アクアテック - 1972年（昭和47年）4月に第一不動産株式会社として設立。
- 株式会社グルメサービス - パン・米飯製品の製造と配送（ベンダー）、学校給食、フィットネスクラブ運営。1987年（昭和62年）7月設立[4]。
- 株式会社ル・スティル - 東京都渋谷区。カフェ併設のパン・洋菓子店「VIRON（ヴィロン）」の運営。2002年11月設立。[5]。
- 株式会社美瑛ファーム -  北海道美瑛町。パン原料用の乳製品の生産牧場を運営する子会社として2008年（平成20年）8月設立。

## 主な商品

### 食パン
- こだわりマイスター食パン
- 喫茶店の食パン
- スライスブール
- 丸太ブレッド

### 菓子パン
- にしかわフラワー
- ピーナツバター
- バッファロー
- ミルクフランス
- 白あん入りメロンパン
- アベック
- ピーチョコ

### その他
- ラスク
  - たくみにしかわバターラスク
- 加古川名物 かつめしのたれ